# Brownwood, Texas
Brownwood là một thành phố thuộc quận Brown, tiểu bang Texas, Hoa Kỳ. Năm 2010, dân số của xã này là 19288 người.

## Dân số
- Dân số năm 2000: 18813 người.
- Dân số năm 2010: 19288 người.